# Социальное жильё в Сингапуре
Социальным жильём в Сингапуре, в настоящее время занимается Совет жилищного строительства и развития (англ. Housing and Development Board, HDB). Большинство проектов жилых комплексов в Сингапуре построены и разработаны государственными структурами, более 80 % граждан Сингапура живёт в таких домах. Эти квартиры расположены в микрорайонах, которые являются по сути самодостаточными городами-спутниками со школами, супермаркетами, поликлиниками, торговыми центрами, а также со спортивными и развлекательными объектами. В зависимости от финансовых возможностей покупателя есть большой выбор типов и планировок квартир. Квартиры HDB изначально строились главным образом с целью обеспечить доступным жильем широкие массы населения. При покупке квартиры можно воспользоваться финансовой помощью Центрального страхового фонда. По мере экономического роста Сингапура менялся спрос и начали появляться проекты, рассчитанные на людей с высокими доходами.
Социальное жильё в Сингапуре в целом не считается признаком бедности или низкого уровня жизни, если сравнить с социальным жильем в других странах. Хотя такое жильё как правило дешевле построенного частными компаниями, его строят разного качества и уровня отделки, чтобы удовлетворить спрос групп со средним и высоким достатком.

## Собственность и аренда
Более 80 % населения Сингапура живет в квартирах, построенных Советом жилищного строительства и развития, из них 95 % являются владельцами этих квартир. Остальные квартиры оставлены для аренды, зарезервированы для тех, кто несмотря на финансовую поддержку не в состоянии купить себе жильё.
В Сингапуре действует система квот на национальности согласно Политике по интеграции национальностей. Благодаря тому что каждый дом формируется из числа семей, примерно соответствующих среднегосударственному соотношению, удается избежать национальной сегрегации и образования национальных кварталов, распространенных в других мультинациональных обществах. На практике, однако, хотя национальных кварталов удается избежать, некоторые жилые массивы традиционно остаются популярными для определенных национальных групп. Например, районы Бедок, Тампин, Вудлендс имеют несколько большую долю малайцев сверх государственного среднего значения.
Отчасти в ответ на общественное мнение против образования «кварталов приезжих», в местах, где большинство квартир имели представители одной национальности, HDB предложила Сингапурскому парламенту квоты, которые начали действовать с 5 марта 2010 года. Квотами были охвачены все национальности кроме малайцев из-за их «близкого культурного и исторического родства с сингапурцами». Все другие нации подлежат ограничению в 5 % квартир на здание.

### Новые квартиры
Самый простой способ приобретения квартиры — прямой заказ через HDB. На протяжении многих лет действовали различные программы продажи жилья, в настоящее время программа называется «Постройка на заказ» (Build-To-Order — BTO), которая была запущена в 2001 году. Эта программа действует параллельно с «Продажей квартир на балансе» (Sale of Balance Flats — SBF), позволяющей реализовать квартиры из предыдущих проектов BTO, непроданные квартиры по программе замены старых квартир SERS и квартиры, что вернулись в собственность HDB.
При текущих схемах продажи успешные заявители на новые квартиры BTO обычно должны ждать постройки квартир несколько лет перед переездом, поскольку строительство начинают только когда удается достигнуть продажи 65 ~ 70 % квартир от будущего дома. Заявители, которые предпочитают переехать как можно скорее, могут купить квартиры с баланса по программе SBF (хотя некоторые из них могут находиться ещё в процессе строительства) или купить квартиру по перепродаже.
| Программы                                                              | Сокращ. | Начало   | Конец    | Примечания |
| ---------------------------------------------------------------------- | ------- | -------- | -------- | --- |
| Квартира по регистрации (Registration for Flat)                        | RFS     | 1980-е   | фев 2002 | Сюда шли излишки квартир от схем BTO, квартиры с баланса BE или выкупленные квартиры HDB по методу голосования |
| Отбор на ходу (Walk In Selection)                                      | WIS     | мар 2002 | фев 2007 | Сюда шли излишки квартир от схем BTO, квартиры с баланса BE или выкупленные квартиры HDB по методу голосования |
| Продажа квартир с баланса                                              | E-Sale  | апр 2007 | -        | Сюда шли излишки квартир от схем BTO, квартиры с баланса BE или выкупленные квартиры HDB по методу голосования |
| Схема по методу голосования (Balloting Exercise)                       | BE      | авг 1995 | -        | Доступна только для некогда значительных излишков квартир от программы SERS                                    |
| Строительство по запросу (Build-To-Order)                              | BTO     | апр 2001 | -        | Покупка новых квартир с необходимостью ожидания 4 года                                                         |
| Проектирование, строительство, продажа (Design, Build and Sell Scheme) | DBSS    | окт 2006 | -        | Покупка новых квартир в дизайнерских кондоминиумах от частного застройщика                                     |

Чтобы купить квартиру, кандидат должен отвечать целому ряду требований. Покупатель должен быть гражданином Сингапура или иметь вид на жительство, должен быть старше 21 года и иметь семью. Не граждане или неженатые не могут купить новую квартиру по программе HDB. Другие требования касаются статуса домохозяйства, времени, необходимого на строительство, доходов и других отдельных моментов. Квартиры обычно продают по договору аренды на 99 лет.